# Dumitru Titus Popa
Dumitru Titus Popa (n. 1940 – d. 3 ianuarie 2011) a fost un jurnalist român și decanul Facultății de Jurnalism al Universității Hyperion. Dumitru Titus Popa a fost director general al TVR în perioada 1994 - 1996. A fost redactor-șef al săptămânalului Românul în 1990 și la Românul Magazin în  perioada 1991 - 1993.